# Сотниковское
Сотниковское (до 1852 года — хутор (отсёлок) Сотников) — село в составе Благодарненского городского округа Ставропольского края России.

## Географическое положение
Расстояние до краевого центра: 185 км, до районного центра: 29 км. Автодорога Благодарный — Будённовск
Севернее Сотниковского расположена балка Харитонова, впадающая слева в реку Мокрая Буйвола; северо-восточнее — балка Куцый Яр. В 8 км к юго-западу от села находится государственный природный заказник краевого значения «Сотниковский» (до 2010 года — ботанический заказник «Благодарненский»).

## История

### XIX век
Основано в 1833 году на казённых землях. Местность, занятая селом, прежде называлась «Драчёвкой», так как здесь часто происходили драки русских с калмыками, из-за того, что последние воровали у местных крестьян скот. В конце 1820-х годов на этой территории появился хутор Сотникова — крестьянина из села Прасковея, от фамилии которого затем получило своё название образовавшееся из хутора село. Также населённый пункт известен как отсёлок Сотников, Пятигорского округа. И считался отсёлком селения Благодарного, Пятигорского уезда. Входил в состав Медведской волости Пятигорского/Новогригорьевского уезда Ставропольской губернии.
Населённый пункт заселялся выходцами из Воронежской, Полтавской губерний, Черниговской, Могилёвской, Владимирской, Воронежской и Ставропольской и других губерний. В частности его население составили переселенцы Тамбовской губернии, Борисоглебского уезда из села Поляна и Русаново, из Харьковской губернии Лебединского уезда Алешанской волости и соседних с Алешней сёл (Чупаховка, Должик (Довжик), Мартыновка, Рассоховатое), а с 1847 года — 178 жителей Змиевского округа Лиманской волости Харьковской губернии. Перед заселением в Сотниковское многие переселенцы сначала жили в Бурлацком. К началу 1850-х годов число жителей отсёлка, расположенного в 30 верстах от Благодарного, составляло 662 человека.
29 ноября 1852 года наместник на Кавказе, новороссийский и бессарабский генерал-губернатор М. С. Воронцов разрешил «отсёлок Сотников, в котором для составления общества есть достаточно душ, отчислить отдельным обществом от селения Благодарного с наименованием его селением Сотниковым и с причислением в его состав отсёлка Бурлацкого». При этом Сотников по-прежнему оставался в ведении Медведской волости.
Уроженцы Сотниковского принимали участие в Крымской (1853—1856) и Русско-Турецкой (1877—1878) войнах. В их числе были награждённые знаком отличия Военного ордена 4 степени и другими государственными наградами Российской империи, включая медаль «В память русско-турецкой войны 1877—1878»: взводный унтер-офицер И. С. Шакин (17-й Северский драгунский полк); старший унтер-офицер А. С. Крутько (Бакинский 153-й пехотный полк); ефрейтор М. Я. Заиченко (2-й Кавказский стрелковый батальон); рядовые И. И. Иванников (13-й Эриванский лейб-гренадерский полк), М. Г. Ященко (17-й гренадерский полк), П. М. Зелинский (2-й Кавказский стрелковый батальон) и др.
На 1873 год село входило в Благодарненскую волость.
В 1892 году в селе произошла вспышка холеры, унёсшей жизни 133 человек. На тот момент в Сотниковском не было ни доктора, ни фельдшера, ни аптеки.
В 1896—1898 годах в селе Сотниковском Новогригорьевского уезда Ставропольской губернии из торгово-промышленных заведений имелось: 2 маслобойных завода, 4 кузницы, 2 овчиноделательных мастерских, 5 хлебных амбаров, 3 трактира, 11 магазинов.

### XX век
В 1900 году Новогригорьевский уезд был переименован в Благодарненский (Благодаринский) в связи с перенесением уездного центра в село Благодарное. В начале XX века в Благодарненском уезде было 3 стана. Село Сотниковское относилось к 1-му стану:9.
В 1902 году в Сотниковском проживало 7965 человек. Количество надельной земли составляло 40 763 десятины (из них под посевами — 17 826 десятин); количество крупного рогатого скота — 6495, овец — 14 967:15. По данным за 1903 год, в селе было 1074 двора с населением 8049 человек. Общая площадь земельных наделов, находившихся в распоряжении жителей, составляла 41 003 казённых десятины. Крупного рогатого скота числилось 7603 головы, мелкого рогатого скота — 1338, лошадей — 2651. В населённом пункте находилось 3 одноклассных училища Министерства народного просвещения (Сотниковское 1-е, Сотниковское 2-е и Сотниковское 3-е:34), 2 церковно-приходских школы (одноклассная и школа грамоты), 11 мельниц (1 паровая, 2 с конным приводом, 3 водяных и 5 ветряных), 4 маслобойных завода и 5 овчинных фабрик, 14 торговых предприятий:26—27.
Сотниковчане принимали активное участие в революционном движении 1905—1907 годов. В 1905 году в селе была образована одна из первых в Ставропольской губернии организаций Всероссийского крестьянского союза — Сотниковский крестьянский комитет, объединивший 300 местных жителей. В доме Ф. С. Тучина проходили нелегальные сходки.
По состоянию на 1917 год в селе имелись земское училище, детская больница, ветеринарный фельдшерский пункт, мастерская продовольственного комитета, лавка общественных потребителей, квартира для проезжающих, церковь в честь Святого Архангела Михаила.
Жители села поддержали победу Октябрьской революции и провозглашение советской власти в Ставропольской губернии в январе 1918 года. В сентябре—декабре того же года в Сотниковском находился исполнительный комитет Ставропольского губернского Совета рабочих, крестьянских и красноармейских депутатов (губисполком), на одном из заседаний которого было утверждено создание губернской чрезвычайной комиссии по борьбе с контрреволюцией при ВЧК. В ноябре в селе состоялся губернский продовольственный съезд.
В начале 1918 года на Ставрополье началась Гражданская война. Для удержания власти Советов в регионе в январе того же года Ставропольский губернский военный комитет издал приказ о начале организации красных отрядов.
Сёла Терновское и Константиновское выделили по 500 человек добровольцев из числа местных жителей, Сотниковское — 400 человек, Александрия — 340 человек, Бурлацкое — 150 человек, Спасское — 120 человек. Кроме того, был организован военный штаб для руководства всеми отрядами. К концу августа 1918 года отряды сёл Благодарного, Сотниковского, Овощи, Серафимовки, Казгулака и некоторых других населённых пунктов сформировали два эскадрона. Под руководством Ставропольского губернского исполнительного комитета из красногвардейских партизанских отрядов были созданы 4 дивизии — 3 стрелковые и одна кавалерийская. Отряды южной части Благодарненского уезда вошли в 1-ю Ставропольскую советскую пехотную дивизию, названную Истребительной. В составе данной дивизии в частности находился 3-й Ставропольский советский полк под командованием сотниковчанина Ф. С. Тучина.
В период Гражданской войны, после отхода Красной армии за пределы Ставропольской губернии, белогвардейцами было казнено 30 жителей Сотниковского, поддерживавших советскую власть. В хранящемся в Государственном архиве Ставропольского края (ГАСК) «Списке расстрелянных в 1919 году в селе Сотниковском…» указано, что 28 из них (участники революционного движения 1905 года, красноармейцы, матросы и т. д., большинство которых являлось членами волостного исполнительного комитета) расстреляны «белой бандой» и ещё 8 (сельские милиционеры и другие «участники в восстановлении советской власти») — «бандой Канаря» (есаула Л. Конарева). Эти события в частности нашли отражение в воспоминаниях красного командира красного командира Ф. С. Тучина, члены семьи которого стали жертвами «белого террора», в статье «Под пьяный разгул белой банды», опубликованной в крестьянской газете Ставропольского округа «Власть советов» за 6 июля 1927 года, а в 2010 году были описаны историком В. М. Забелиным:

В село Сотниковское деникинцы вошли 7 января 1919 года. Расстреливали всех, кто попадался на их пути. Первыми пали трое случайных прохожих. Остальное население вынуждено было попрятаться. Тюрьма переполнена. На объявленную мобилизацию никто не явился. На базарной площади старшина с урядником спешно соорудили виселицу. Растерзанные трупы бросали здесь же наземь. Их растаскивали собаки, которых запрещали отгонять. Карательный отряд расстреливал одного за другим: беременную Ольгу Тучину… [жена Ф. С. Тучина], учителя Василия Михайловича Скворцова и других.— В. М. Забелин «Благодарненский район — через испытания временем»
В 1920-е годы в Сотниковском были организованы сельскохозяйственные артели и коммуны («Светлая Нива», «Новый союз духовного Израиля», «МОПР», «Хлебопашец», «Прилужное» и др.), которые в 1929 году объединили в колхоз «Красный Октябрь». В 1932 году появились сельскохозяйственные артели (колхозы) «Сельмаш» (с 10 июля 1952 года — колхоз им. Кирова), им. Черняховского, «Пролетарская революция», «Красный Восток». В 1935 году с целью производственно-технического обслуживание колхозов создана Сотниковская машинно-тракторная станция (в 1958 году реорганизована в ремонтно-техническую станцию).
Не позднее 1920 года в селе находился единый народный суд 7-го района Благодарненского уезда, который занимался общим уголовным и гражданским делопроизводством, приёмом апелляций, рассмотрением гражданских исков, сбором госпошлин и т. д.
Не позднее 1924 года был образован исполнительный комитет Сотниковского сельского Совета рабочих, крестьянских и красноармейских депутатов с. Сотниковское Благодарненского района Ставропольского округа.
В 1935—1953 годах село Сотниковское было административным центром Бурлацкого района, выделенного из состава Благодарненского района. В Бурлацком районе (и селе Сотниковском) на довольно больших площадях практиковалось выращивание хлопка, которым было занято 5311 га.
Во время Великой Отечественной войны 1941—1945 годов на её фронтах сражалось более 2 тыс. жителей села (932 человека погибло). Среди них — полный кавалер Ордена Славы, старший сержант С. М. Сенькин; участник Парада Победы, сержант А. Г. Крылов.
С августа 1942 года до 14 января 1943 года Сотниковское находилось в оккупации. За это время немцы расстреляли находившихся в селе еврейских беженцев; подвергли пыткам и убили нескольких сельчан; уничтожили ряд домовладений, почтовое отделение, МТС и электростанцию. Размещённых в Сотниковской участковой больнице раненных военнослужащих Красной армии было приказано отправить в концлагерь, однако их удалось спасти главному врачу больницы А. Д. Карелину.
В 1954 году на базе колхозов им. Кирова, им. Черняховского, «Пролетарская воля», «Красный восток» организован укрупнённый колхоз им. Хрущёва села Сотниковское Благодарненского района. В 1957 году он был переименован в колхоз «Гигант». В дальнейшем стал одним из лидирующих предприятий в районе.
На 1 марта 1966 года село было административным центром Сотниковскоского сельсовета, в состав которого также входил хутор Звенигородский (упразднён в 1973 году):6.

### XXI век
До 2017 года село образовывало упразднённое сельское поселение село Сотниковское.

## Население
| 1843  | 1881  | 1892  | 1897  | 1902  | 1903  | 1908  | 1939  | 1959  |
| ----- | ----- | ----- | ----- | ----- | ----- | ----- | ----- | ----- |
| 1110  | ↗4006 | ↗5612 | ↗7075 | ↗7965 | ↘7900 | ↗9646 | ↘8235 | ↘5786 |
| 1979  | 1989  | 2002  | 2010  | 2011  | 2012  | 2013  | 2014  | 2015  |
| ↘5066 | ↘4478 | ↗5026 | ↘4481 | ↘4469 | ↘4424 | ↘4387 | ↘4359 | ↘4293 |
| 2016  | 2017  | 2021  | 2023  |       |       |       |       |       |
| ↘4252 | ↘4203 | ↘3940 | ↘3931 |       |       |       |       |       |

В феврале 1843 года в поселении при хуторе Сотникова проживало 1100 человек.
По состоянию на 1859 год в казённом селении Сотниковском было 156 дворов и 437 жителей (235 мужчин и 202 женщины)
Согласно списку «О количестве жителей и лошадей в 1872 году в Сотниковском», хранящемуся в ГАСК, в населённом пункте размещалось 446 семей, число мужчин составляло 1253 человека.
В 1881 году в селе Сотниковском Новогригорьевского уезда проживало 3787 человек (1965 мужчин и 1822 женщины); не причисленных к сельскому сообществу — 219 человек (114 мужчин и 105 женщин). К 1897 году по семейным спискам значилось 5612 человек (2846 мужчин и 2766 женщин); иногородних — 262 человека (146 мужчин и 116 женщин). По данным первой всеобщей переписи населения 1897 года здесь числилось 7075 человек (3587 мужчин и 3488 женщин):44.
В 1902 году в селе Сотниковском Благодарненского уезда постоянное население составляло 7281 человек (3709 мужчин и 3572 женщины), включая 6910 крестьян, 350 отставных военных и 21 представителя духовенства; иногородние — 768 человек (387 мужчин и 381 женщина). По статистическим данным по населению Ставропольской губернии на 1908 год общее число жителей Сотниковского — 9646 человек:473
На 1 января 2017 года Сотниковское — самый крупный из 23 сельских населённых пунктов Благодарненского района.
Национальный состав
В соответствии со справочником «Ставропольская губерния в статистическом, географическом, историческом и сельскохозяйственном отношениях» (1897 год) коренные жители Сотниковского — «малороссы».
Согласно списку «Состав населения села Сотниковского по сословиям в 1902 году» здесь числилось 6 немецких колонистов и 9 калмыков.
По итогам переписи населения 2010 года в селе проживали представители следующих национальностей (национальности менее 1 %, см. в сноске к строке «Другие»):
| Национальность | Численность | Процент |
| -------------- | ----------- | ------- |
| Русские        | 4406        | 98,33   |
| Другие         | 75          | 1,67    |
| Итого          | 4481        | 100,00  |

## Инфраструктура
По состоянию на 1 июня 2018 года уличная сеть Сотниковского насчитывает 5 улиц, 20 переулков и 1 площадь. Часть улиц имеет асфальтовое покрытие. Село газифицировано и электрифицировано.
Старая больница села Сотниковского была построена в 1912 г. (дата выложена кирпичом на фасаде здания). Подрядчик строительства Шевцов (по рассказам старожилов), являлась районной больницей, с 1933 года главврач райбольницы А. Д. Карелин. К 1981 году имелись две больницы на 85 коек, в том числе туберкулёзная больница.
В советское время были открыты Дворец Культуры, Дом быта, Дом Торговли, детский сад с площадкой для игр, магазины. До середины 1990 годов работал кинотеатр.
В настоящее время также имеются противотуберкулёзный диспансер (Благодарненский филиал ГУЗ «Краевой клинический противотуберкулёзный диспансер»), врачебная амбулатория, дополнительный офис Сбербанка № 1860/08. На территории села находятся 2 открытых кладбища — Центральное, площадью 62 тыс. м², и Западное, площадью 40 тыс. м².

## Образование
История
К концу XIX века в Сотниковском было 3 учебных заведения: начальное и одноклассное училища Министерства народного просвещения (располагались в одном здании, построенном в 1878 году), а также церковно-приходское училище (школа), открытое в 1889 году (по другим данным — в 1893 году) причтом при Михаило-Архангельский храме).
В одноклассном училище в 1882 году обучалось 74 мальчика и 20 девочек, в 1898 году — 61 мальчик (в основном классе) и 24 девочки (в параллельном классе). В начальном училище к 1897 году общее число учащихся составило 25 человек (14 мальчиков и 11 девочек). Церковно-приходское училище содержалось на церковные средства и первоначально размещалось в церковной сторожке, где с 1896 года занималось 16 девочек. В том же году для училища было построено отдельное здание. В 1898 году здесь проходило обучение 43 мальчика и 11 девочек.
По состоянию на 1902 год в Сотниковском числилось 3 одноклассных училища Министерства народного просвещения, в которых обучалось 137 мальчиков и 110 девочек; одноклассная церковно-приходская школа (59 мальчиков) и школа грамотности (открыта в 1896 году в церковной сторожке) на 23 девочки.
Открытый в советское время детский сад 6-й бригады до 1980 года находился в доме крестьянина Д. Я. Пескова, расстрелянного в 1937 году в Ставрополе. В декабре 1989 года был сдан новый детский сад на 190 мест, который вступил в эксплуатацию в конце лета 1990 года.
Современность
- Детский сад № 16. Открыт 5 ноября 1990 года[105]
- Детско-юношеская спортивная школа
- Средняя общеобразовательная школа № 4[106]. С 1941 по 1981 год в школе работала Заслуженный учитель школы РСФСР, Герой Социалистического Труда О. К. Гуцева[47][107].

## Экономика
В селе расположена центральная усадьба СПК Колхоз «Гигант». С 2001 года колхоз входит в рейтинг лучших сельскохозяйственных предприятий Российской Федерации. СПК возглавляет Почётный работник агропромышленного комплекса России, Герой Труда Ставрополья А. В. Ворожко.

## Спорт
Футбольная команда «Гигант» села Сотниковского — чемпион Ставропольского края по футболу 2004, 2005 и 2008 годов. В ФК «Гигант» под руководством Ю. Михайленко и С. Христенко тренировался Д. Якуба, в 2008 году ставший серебряным призёром первенства Ставропольского края среди детей.
Домашней ареной команды является стадион «Гигант» (открыт в 1987 году), расположенный в центре села. Имеет 2 трибуны общей вместимостью 778 человек; поле покрыто газоном высокого качества. На стадионе проводятся матчи на первенство и кубки Ставропольского края.

## Религия
В справочнике А. Твалчрелидзе «Ставропольская губерния в статистическом, географическом, историческом и сельскохозяйственном отношениях» за 1897 год указывалось: «Население села православного вероисповедания. Есть 20 чел. сектантов — поповцев; число последователей этой секты уменьшается с каждым годом».
Среди населения были магометане (ногайцы и другие народности), принявшие христианство.
Согласно списку «Состав населения села Сотниковского по сословиям в 1902 году», хранящемуся в ГАСК, все жители села — «православные, в том числе беспоповцев 47 муж. п. и 35 жен. п.; шалопутов, скопцов и хлыстов 60 муж. п. и 125 жен. п., буддистов 5 муж. п. и 4 жен. п., римских католиков 2 муж. п. и 4 жен. п.». В миссионерском отчёте за 1907 год, упоминаемом в «Справочнике по Ставропольской епархии» Н. Т. Михайлова, село «показано в числе особо заражённых, как расколом, так и сектантством (хлыстовством)».
В 1910—1912 годах в Сотниковском создана община духовных христиан Старого Израиля, а позднее — община Нового Союза Духовного Израиля.
Церковь Святого Архангела Михаила (Михаило-Архангельская церковь)
Не ранее 1847 года в отсёлке Сотниковском Пятигорского округа было начато строительство Михаило-Архангельского молитвенного дома. У А. Ф. Рязанова приводятся следующие сведения: «Храм построен в 1849 году, каменный. Причт состоит из двух человек — священник и причетник. Документы имеются с 1848 года». В 1863 году общее число прихожан составило 1776 человек, число членов причта — 3 человека (священник, пономарь, просфорница); церковь не имела колокольни, но «утварью снабжена очень хорошо».
В 1875 году церковь в честь Святого Архангела Михаила была «вновь построена из камня и покрыта железом…, а освящена 26.11.1878 года». Стоимость постройки обошлась в 37 тыс. руб. (по другим данным — 41 тыс. руб). При храме находилось 99 десятин земли.
Церковь Святителя Николая (Николаевская церковь)
В 1905 году в Сотниковском построен храм в честь Николая Мирликийского. В 1914 году общее число прихожан составило 3234 человека, при храме действовали две школы Министерства народного просвещения и одна церковно-приходская школа для девочек. В 1920-е годы здание храма использовалось под зернохранилище, в 1943 году было отдано прихожанам. В настоящее время относится к Благодарненскому благочинническому округу Георгиевской епархии РПЦ. Настоятель — С. Алтухов.
В 1995 году Николаевской церкви присвоен статус памятника градостроительства и архитектуры регионального значения.

## Люди, связанные с селом
- О. К. Гуцева - Заслуженный учитель школы РСФСР, Герой Социалистического Труда. Проработала в местной школе 40 лет (1941-1981)

## Памятники
Археологические памятники
В окрестностях Сотниковского выявлен курган с воинским погребением скифского периода, насыпь которого была разрушена при строительстве водохранилища рядом с селом. Исследован экспедицией института археологии Российской Академии наук (РАН). Могила разграблена, в ней обнаружены только бронзовые наконечники стрел и разбитые глиняные сосуды.
Памятники истории и искусства
В «Едином государственном реестре объектов культурного наследия народов Российской Федерации» и на портале «Культурное наследие» (закрыт в 2017 году) зарегистрированы следующие памятники истории и искусства регионального значения, находящихся в селе Сотниковском:
| Объекты культурного наследия               | Объекты культурного наследия                                        | Объекты культурного наследия | Объекты культурного наследия                                                                                    | Объекты культурного наследия |
| Номер п/п                                  | Наименование                                                        | Дата создания                | Статус и регистрационный номер                                                                                  |                              |
| ------------------------------------------ | ------------------------------------------------------------------- | ---------------------------- | --- | ---------------------------- |
| Памятники истории                          |                                                                     |                              | |                              |
| 1.                                         | Братская могила красных партизан, погибших в годы гражданской войны | 1919, 1918—1920, 1924        | Объект культурного наследия народов РФ регионального значения. Рег. № 261711298120005 (ЕГРОКН) ОКН № 2600191000 |                              |
| 2.                                         | Братская могила красных партизан, погибших в годы гражданской войны | 1919                         | Объект культурного наследия народов РФ регионального значения. Рег. № 261610491360005 (ЕГРОКН)                  |                              |
| Памятники искусства                        |                                                                     |                              | |                              |
| 3.                                         | Мемориальный комплекс «Вечный огонь»                                | 1976                         | Объект культурного наследия народов РФ регионального значения. Рег. № 261610491350005 (ЕГРОКН) ОКН № 2600190000 |                              |
| 4.                                         | Мемориальный комплекс «Вечный огонь»                                | 1976                         | Объект культурного наследия народов РФ регионального значения. Рег. № 261510318600005 (ЕГРОКН)                  |                              |
| 5.                                         | Памятник В. И. Ленину                                               | 1962                         | Объект культурного наследия народов РФ регионального значения. Рег. № 261610491370005 (ЕГРОКН) ОКН № 2600201000 |                              |
| Памятники градостроительства и архитектуры |                                                                     |                              | |                              |
| 6.                                         | Николаевская церковь                                                | 1905                         | Объект культурного наследия народов РФ регионального значения. Рег. № 261610491190005 (ЕГРОКН)                  |                              |

Прочие памятники
В 2016 году на Аллее Памяти во дворе школы № 4 установлен памятник сельской учительнице О. К. Гуцевой.